# Campeonato Europeo de Atletismo Sub-23 de 2011
El VIII Campeonato Europeo de Atletismo Sub-23 se celebró en la ciudad de Ostrava (República Checa) del 14 al 17 de julio de 2011. La sede del evento fue el Městský stadion.

## Resultados
Resultados del campeonato.

### Masculino
| Evento                          | Oro                                                                       | Oro       | Plata                                                                            | Plata     | Bronce                                                                     | Bronce   |
| ------------------------------- | ------------------------------------------------------------------------- | --------- | -------------------------------------------------------------------------------- | --------- | -------------------------------------------------------------------------- | -------- |
| 100 m (viento: -1.5 m/s)        | James Alaka Reino Unido                                                   | 10.45     | Michael Tumi · Italia                                                            | 10.47     | Andrew Robertson Reino Unido                                               | 10.52    |
| 200 m (viento: -1.4 m/s)        | Lykourgos-Stefanos Tsakonas · Grecia                                      | 20.56 s23 | James Alaka Reino Unido                                                          | 20.60     | Pavel Maslák · República Checa                                             | 20.67    |
| 400 m                           | Nigel Levine Reino Unido                                                  | 46.10     | Brian Gregan Irlanda                                                             | 46.12     | Luke Lennon-Ford Reino Unido                                               | 46.22    |
| 800 m                           | Adam Kszczot · Polonia                                                    | 1:46.71   | Kevin López · España                                                             | 1:46.93   | Mukhtar Mohammed Reino Unido                                               | 1:48.01  |
| 1.500 m                         | Florian Carvalho Francia                                                  | 3:50.42   | James Shane Reino Unido                                                          | 3:50.58   | David Bustos · España                                                      | 3:50.59  |
| 5.000 m                         | Sindre Buraas · Noruega                                                   | 14:22.69  | Ross Millington Reino Unido                                                      | 14:22.78  | Jesper van der Wielen · Países Bajos                                       | 14:23.31 |
| 10.000 m                        | Sondre Nordstad Moen · Noruega                                            | 28:41.66  | Ahmed El Mazoury · Italia                                                        | 28:46.97  | Musa Roba-Kinkal · Alemania                                                | 28:57.91 |
| 110 m vallas (viento: -0.4 m/s) | Sergey Shubenkov · Rusia                                                  | 13.56     | Balázs Baji · Hungría                                                            | 13.58 s23 | Lawrence Clarke Reino Unido                                                | 13.62    |
| 400 m vallas                    | Jack Green Reino Unido                                                    | 49.13     | Nathan Woodward Reino Unido                                                      | 49.28     | Emir Bekrić Serbia                                                         | 49.61    |
| 3.000 m obstáculos              | Sebastián Martos · España                                                 | 8:35.35   | Abdelaziz Merzougui · España                                                     | 8:36.21   | Alexandru Ghinea · Rumania                                                 | 8:38.51  |
| 20 km marcha                    | Dawid Tomala · Polonia                                                    | 1:24:21   | Denis Strelkov · Rusia                                                           | 1:24:25   | Valeriy Filipchuk · Rusia                                                  | 1:24:30  |
| 4 x 100 metros                  | Italia · Michael Tumi · Francesco Basciani · Davide Manenti · Delmas Obou | 39.05 s23 | Reino Unido Andrew Robertson Kieran Showler-Davis Richard Kilty Daniel Talbot    | 39.10     | Alemania · Florian Hübner · Maximilian Kessler · Robin Erewa · Felix Göltl | 39.19    |
| 4 x 400 metros                  | Reino Unido Nigel Levine Thomas Phillips Jamie Bowie Luke Lennon-Ford     | 3:03.53   | Polonia · Michał Pietrzak · Jakub Krzewina · Łukasz Krawczuk · Mateusz Fórmanski | 3:03.62   | Rusia · Aleksey Kenig · Anton Volobuev · Artem Vazhov · Vladimir Krasnov   | 3:04.01  |
| Salto de altura                 | Bohdan Bondarenko · Ucrania                                               | 2.30      | Sergey Mudrov · Rusia                                                            | 2.30      | Miguel Ángel Sancho · España                                               | 2.21     |
| Salto con pértiga               | Paweł Wojciechowski · Polonia                                             | 5.70      | Karsten Dilla · Alemania                                                         | 5.60      | Dmitriy Zhelyabin · Rusia                                                  | 5.55     |
| Salto de longitud               | Aleksandr Menkov · Rusia                                                  | 8.08      | Marcos Chuva Portugal                                                            | 7.94      | Guillaume Victorin Francia                                                 | 7.86     |
| Triple salto                    | Sheryf El-Sheryf · Ucrania                                                | 17.72 s23 | Alekséi Fiódorov · Rusia                                                         | 16.85     | Yuriy Kovalyov · Rusia                                                     | 16.82    |
| Peso                            | David Storl · Alemania                                                    | 20.45     | Dmytro Savytskyy · Ucrania                                                       | 19.18     | Marin Premeru · Croacia                                                    | 18.83    |
| Disco                           | Lawrence Okoye Reino Unido                                                | 60.70     | Mykyta Nesterenko · Ucrania                                                      | 59.67     | Fredrik Amundgård · Noruega                                                | 59.42    |
| Martillo                        | Paweł Fajdek · Polonia                                                    | 78.54     | Javier Cienfuegos · España                                                       | 73.03     | Aleh Dubitski · Bielorrusia                                                | 72.52    |
| Jabalina                        | Till Wöschler · Alemania                                                  | 84.38     | Fatih Avan Turquía                                                               | 84.11     | Dmitry Tarabin · Rusia                                                     | 83.18    |
| Decatlón                        | Thomas van der Plaetsen · Bélgica                                         | 8157      | Eduard Mikhan · Bielorrusia                                                      | 8152      | Mihail Dudaš Serbia                                                        | 8117     |

### Femenino
| Evento                          | Oro                                                                                     | Oro      | Plata                                                                                   | Plata    | Bronce                                                                | Bronce   |
| ------------------------------- | --------------------------------------------------------------------------------------- | -------- | --------------------------------------------------------------------------------------- | -------- | --------------------------------------------------------------------- | -------- |
| 100 m (viento: -1.7 m/s)        | Andreea Ogrăzeanu · Rumania                                                             | 11.65    | Leena Günther · Alemania                                                                | 11.75    | Anna Kiełbasińska · Polonia                                           | 11.77    |
| 200 m (viento: -1.0 m/s)        | Anna Kiełbasińska · Polonia                                                             | 23.23    | Moa Hjelmer · Suecia                                                                    | 23.24    | Marit Dopheide · Países Bajos                                         | 23.32    |
| 400 m                           | Olga Topilskaya · Rusia                                                                 | 51.45    | Yuliya Kuznetsova · Rusia                                                               | 52.63    | Lena Schmidt · Alemania                                               | 52.66    |
| 800 m                           | Merve Aydin Turquía                                                                     | 2:00.46  | Lynsey Sharp Reino Unido                                                                | 2:00.65  | Aleksandra Bulanova · Rusia                                           | 2:01.40  |
| 1.500 m                         | Tuğba Karakaya Turquía                                                                  | 4:20.80  | Corinna Harrer · Alemania                                                               | 4:21.52  | Katarzyna Broniatowska · Polonia                                      | 4:22.06  |
| 5.000 m                         | Layes Abdullayeva Azerbaiyán                                                            | 15:29.47 | Stevie Stockton Reino Unido                                                             | 15:58.51 | Clémence Calvin Francia                                               | 16:02.07 |
| 10.000 m                        | Layes Abdullayeva Azerbaiyán                                                            | 32:18.05 | Lyudmyla Kovalenko · Ucrania                                                            | 33:35.36 | Catarina Ribeiro Portugal                                             | 34:10.39 |
| 100 m vallas (viento: -1.0 m/s) | Alina Talay · Bielorrusia                                                               | 12.91    | Lisa Urech · Suiza                                                                      | 13.00    | Cindy Roleder · Alemania                                              | 13.10    |
| 400 m vallas                    | Hanna Ryzhykova · Ucrania                                                               | 54.77    | Anna Titimets · Ucrania                                                                 | 54.91    | Meghan Beesley Reino Unido                                            | 55.69    |
| 3.000 m obstáculos              | Gülcan Mingir Turquía                                                                   | 9:47.83  | Jana Sussmann · Alemania                                                                | 9:48.01  | Mariya Shatalova · Ucrania                                            | 9:48.22  |
| 20 km marcha                    | Tatyana Mineyeva · Rusia                                                                | 1:31:42  | Júlia Takács · España                                                                   | 1:31:55  | Antonella Palmisano · Italia                                          | 1:36:26  |
| 4 x 100 metros                  | Rusia · Yekaterina Filatova · Alyona Mamina · Yekaterina Kuzina · Nina Argunova         | 44.14    | Francia Yariatou Touré Sarah Goujon Orlann Ombissa Cornnelly Calydon                    | 44.26    | Reino Unido Annabelle Lewis Emily Diamond Torema Thompson Asha Philip | 44.34    |
| 4 x 400 metros                  | Rusia · Yevgeniya Subbotina · Yekaterina Yefimova · Yuliya Kuznetsova · Olga Topilskaya | 3:27.72  | Ucrania · Kateryna Plyashechuk · Alina Lohvynenko · Hanna Ryzhykova · Yuliya Olishevska | 3:30.13  | Francia Clemence Sorgnard Marie Gayot Elea Mariama Diarra Floria Gueï | 3:31.73  |
| Salto de altura                 | Esthera Petre · Rumania                                                                 | 1.98 =   | Oksana Okuneva · Ucrania                                                                | 1.94     | Ayhan Turquía                                                         | 1.94     |
| Salto con pértiga               | Holly Bradshaw Reino Unido                                                              | 4.55     | Ekaterini Stefanidi · Grecia                                                            | 4.45     | Annika Roloff · Alemania                                              | 4.40     |
| Salto de longitud               | Darya Klishina · Rusia                                                                  | 7.05     | Ivana Španović Serbia                                                                   | 6.74     | Sosthene Moguenara · Alemania                                         | 6.74     |
| Triple salto                    | Paraskevi Parahristou · Grecia                                                          | 14.40    | Carmen Toma · Rumania                                                                   | 13.92    | Anna Jagaciak · Polonia                                               | 13.86    |
| Peso                            | Yevgeniya Kolodko · Rusia                                                               | 18.87    | Sophie Kleeberg · Alemania                                                              | 17.92    | Melissa Boekelman · Países Bajos                                      | 17.88    |
| Disco                           | Julia Fischer · Alemania                                                                | 59.60    | Anastasia Kashtanova · Bielorrusia                                                      | 56.25    | Anita Márton · Hungría                                                | 54.14    |
| Martillo                        | Bianca Perie · Rumania                                                                  | 71.59    | Joanna Fiodorow · Polonia                                                               | 70.06    | Sophie Hitchon Reino Unido                                            | 69.59    |
| Jabalina                        | Sarah Mayer · Alemania                                                                  | 59.29    | Vera Rebrik · Ucrania                                                                   | 58.95    | Oona Sormunen · Finlandia                                             | 58.54    |
| Heptatlón                       | Grit Šadeiko Estonia                                                                    | 6134     | Kateřina Cachová · República Checa                                                      | 6123     | Yana Maksimava · Bielorrusia                                          | 6075     |

## Medallero
| Núm. | País            | Oro | Plata | Bronce | Total |
| ---- | --------------- | --- | ----- | ------ | ----- |
| 1    | Rusia           | 8   | 4     | 6      | 18    |
| 2    | Reino Unido     | 6   | 7     | 7      | 20    |
| 3    | Polonia         | 5   | 2     | 3      | 10    |
| 4    | Alemania        | 4   | 5     | 6      | 15    |
| 5    | Ucrania         | 3   | 7     | 1      | 11    |
| 6    | Rumania         | 3   | 1     | 1      | 5     |
| 6    | Turquía         | 3   | 1     | 1      | 5     |
| 8    | Grecia          | 2   | 1     | 0      | 3     |
| 9    | Noruega         | 2   | 0     | 1      | 3     |
| 10   | Azerbaiyán      | 2   | 0     | 0      | 2     |
| 11   | España          | 1   | 4     | 2      | 7     |
| 12   | Bielorrusia     | 1   | 2     | 2      | 5     |
| 13   | Italia          | 1   | 2     | 1      | 4     |
| 14   | Francia         | 1   | 1     | 3      | 5     |
| 15   | Bélgica         | 1   | 0     | 0      | 1     |
| 15   | Estonia         | 1   | 0     | 0      | 1     |
| 17   | Serbia          | 0   | 1     | 2      | 3     |
| 18   | República Checa | 0   | 1     | 1      | 2     |
| 18   | Hungría         | 0   | 1     | 1      | 2     |
| 18   | Portugal        | 0   | 1     | 1      | 2     |
| 21   | Irlanda         | 0   | 1     | 0      | 1     |
| 21   | Suecia          | 0   | 1     | 0      | 1     |
| 21   | Suiza           | 0   | 1     | 0      | 1     |
| 23   | Países Bajos    | 0   | 0     | 3      | 3     |
| 24   | Croacia         | 0   | 0     | 1      | 1     |
| 24   | Finlandia       | 0   | 0     | 1      | 1     |

## Récords

### Récords del campeonato
| Atleta            | Nación     | Prueba                     | Marca    | Ronda | Fecha       |
| ----------------- | ---------- | -------------------------- | -------- | ----- | ----------- |
| David Storl       | Alemania   | Peso masculino             | 20.45    | Final | 14 de julio |
| Layes Abdullayeva | Azerbaiyán | 10000 m femenino           | 32:18.05 | Final | 15 de julio |
| Bianca Perie      | Rumania    | Martillo femenino          | 71.59    | Final | 16 de julio |
| Esthera Petre     | Rumania    | Salto de altura femenino   | 1.98     | Final | 16 de julio |
| Sheryf El-Sheryf  | Ucrania    | Triple salto masculino     | 17.72    | Final | 17 de julio |
| Daria Klíshina    | Rusia      | Salto de longitud femenino | 7.05     | Final | 17 de julio |